# Resolutie 23 Veiligheidsraad Verenigde Naties
Resolutie 23 van de Veiligheidsraad van de Verenigde Naties was de 23e resolutie van de Raad op 18 april 1947. Ze werd aanvaard met negen tegen nul stemmen. Twee leden, Polen en de Sovjet-Unie, onthielden zich.

## Achtergrond
In 1946 was de Griekse Burgeroorlog uitgebroken tussen de regering en communistische rebellen in het noorden van het land. Volgens Griekenland werden die communisten gesteund door de buurlanden, Albanië, Joegoslavië en Bulgarije, die allemaal kort tevoren communistisch waren geworden. De drie landen ontkenden evenwel de beschuldiging. In 1947 werd een commissie ter plaatse gestuurd om de zaak te onderzoeken. Toen die in juni rapporteerde, verwierp de Sovjet-Unie haar aanbevelingen. De Sovjet-Unie wilde de schuld bij Griekenland leggen, terwijl de Verenigde Staten de drie communistische landen wilden veroordelen.
Verschillende ontwerpresoluties van beide landen werden door de ander met het vetorecht tegengehouden; ook een van de VS die de kwestie wilde doorspelen aan de Algemene Vergadering. Een volgende resolutie van de VS − die de kwestie definitief van de agenda schrapte − werd wel aangenomen.

## Inhoud
De Veiligheidsraad besliste dat een afdeling van de onderzoekscommissie, bestaande uit een vertegenwoordiger van elk lid van de commissie, in afwachting van een nieuwe beslissing ter plaatse moest blijven en de haar toegewezen taken moest blijven vervullen.
Lijst ·  16 ·  17 ·  18 ·  19 ·  20 ·  21 ·  22 ·  23 ·  24 ·  25 ·  26 ·  27 ·  28 ·  29 ·  30 ·  31 ·  32 ·  33 ·  34 ·  35 ·  36 ·  37